# Národní liga 1940-1941
La Národní liga 1940-1941 vide la vittoria finale dello Slavia Praga.
Capocannoniere del torneo fu Josef Bican dello Slavia Praga con 38 reti.

## Classifica finale
|    | Classifica      | G  | V  | N | P  | GF | GS | Pti |
| -- | --------------- | -- | -- | - | -- | -- | -- | --- |
| 1  | Slavia Praga    | 22 | 14 | 4 | 4  | 93 | 42 | 32  |
| 2  | Plzeň           | 22 | 12 | 2 | 8  | 63 | 57 | 26  |
| 3  | Pardubice       | 22 | 10 | 4 | 8  | 44 | 32 | 24  |
| 4  | Sparta          | 22 | 11 | 2 | 9  | 53 | 40 | 24  |
| 5  | Bohemia         | 22 | 11 | 1 | 10 | 47 | 43 | 23  |
| 6  | Kladno          | 22 | 9  | 4 | 9  | 52 | 49 | 22  |
| 7  | Baťa Zlín       | 22 | 9  | 4 | 9  | 49 | 57 | 22  |
| 8  | Prostějov       | 22 | 8  | 5 | 9  | 46 | 43 | 21  |
| 9  | Viktoria Plzeň  | 22 | 9  | 3 | 10 | 52 | 61 | 21  |
| 10 | Židenice        | 22 | 7  | 4 | 11 | 51 | 68 | 18  |
| 11 | Viktoria Žižkov | 22 | 6  | 4 | 12 | 38 | 70 | 16  |
| 12 | Libeň           | 22 | 5  | 5 | 12 | 32 | 58 | 15  |

## Verdetti
- Slavia Praga Campione di Boemia e Moravia 1940-1941.
- Viktoria Žižkov e Libeň Retrocessi.